# Mahmić Selo
Mahmić Selo es un pueblo de la municipalidad de Bosanska Krupa, en el cantón de Una-Sana, Bosnia y Herzegovina.

## Superficie
Posee una superficie de 14,29 kilómetros cuadrados.

## Demografía
Hasta 2013 la población era de 1369 habitantes, con una densidad de población de 95,8 habitantes por kilómetro cuadrado.